# AVANTGARDE
『AVANTGARDE』（アバンギャルド）は、lynch.の通算10枚目のアルバムである。2016年9月14日にキングレコードから発売された。

## 解説
初回盤アウターケース付きと通常盤の2形態でリリース。
初回盤は「F.A.K.E.」のMVが付属。
初期分のみ、プレゼント応募ハガキ封入。
また"NEEDLEZ"は、「GALLOWS」収録"MERCILESS"のセルフパロディである。

## 収録曲

### CD
1. AVANT GARDE
2. EVIDENCE
3. PLEDGE
4. F.A.K.E.
5. DAMNED
6. UNELMA
7. PHANTOM
8. KILLING CULT
9. PRAYER
10. NEEDLEZ
11. THE OUTRAGE SEXUALITY
12. FAREWELL

### DVD (初回限定盤)
- 「F.A.K.E.」Music Video